# Фределон (граф Тулузы)
Фределон (Фреддон, Фредоль) (фр. Fredelon, Freddon, Fredol; ок.815 — ок. 852) — граф Руэрга, граф Тулузы с 844/849 года, граф Каркассона с 850 года, сын Фулькоальда, графа Руэрга, и Сенегунды

## Биография
Фределон унаследовал графство Руэрг после смерти своего отца. В 844 году король Франции Карл II Лысый казнил маркиза Септимании Бернара, после чего разделил его владения. Фределон при этом получил графство Тулузу. Но король Аквитании Пипин II назначил в Тулузу сына Бернара, Гильома II. В споре двух претендентов сильнее позиции были у Гильома.
Одновременно в 844 году Фределон изгнал графа Арагона Галиндо I Аснареса из графств Палларс и Рибагорсы, снова присоединив эти области к Тулузскому графству.
В 849 году Гильом добился признания графом Барселоны. Воспользовавшись его отсутствием, Карл II вторгся в Аквитанию. Фределон добился контроля над Тулузой и открыл ворота своему суверену. Карл при этом подтвердил права Фределона на Тулузу. А Гильом в 850 году был схвачен и казнён.
В 850 году король Карл сместил графа Каркассона Миро, отдав город Фределону. Умер Фределон около 852 года, после чего его владения унаследовал брат, Раймунд I.

## Брак и дети
Имя жены Фределона неизвестно. По мнению Сеттипани у Фределона была одна дочь:
- Фулькрада (ок.840 — после 878); муж: Гарнье